# اللغة البهلوية
اللغة البهلوية أو اللغة الفَهلَوِيّة (بالكتابة النقشية البهلوية: 𐭯𐭠𐭫𐭮𐭩𐭪 پارسيگ أو پارسيك) أو اللغة الفارسية الوسطى ((بالفارسية: پارسی میانه)) وتطورت عبر عهود مديدة. فاللغة الفهلوية الأشكانية استخدمت في عهد سلالة الأشكانيين من القرن الثالث قبل الميلاد حتى نهاية القرن الثاني بعد الميلاد. ثم سادت اللغة الفهلوية الساسانية في عهد الحكم الساساني من أوائل القرن الثالث الميلادي حتى سنة ستمائة وإحدى وخمسين ميلادي.
أصبحت اللغة الرسمية للإمبراطورية الساسانية. بعد انهيار الإمبراطورية، بقيت اللغة البهلوية منتشرة كلغة منفصلة عند الشعوب الآرية. تنحدر اللغة البهلوية من اللغة الآرية القديمة التي انتشرت في عهد الإمبراطورية الأخمينية وهي (أي اللغة البهلوية) السلف اللغوي للفارسية الحديثة التي تعتبر اليوم اللغة الرسمية في إيران وأفغانستان وطاجيكستان.
و هي اللغة التي منها ترجم ابن المقفع قصص «كليلة و دمنة» إلى اللغة العربية.